# YOU (雑誌)
『YOU』（ユー）は、集英社が発行した日本の漫画雑誌。1980年12月創刊。毎月15日に発売された。
レディースコミック誌の先駆けで、読者は20代後半から50代と幅が広い。多数の姉妹誌・増刊がある。同誌に掲載された作品の内、『ぽっかぽか』や『研修医なな子』『ごくせん』『ハガネの女』『デカワンコ』『アスコーマーチ!〜県立明日香工業高校行進曲〜』などがテレビドラマ（実写）化されている。なかでも『ぽっかぽか』と『ごくせん』のテレビドラマは数回シリーズ化された。
2018年11月号（10月15日発売）を最後に休刊した。

## 歴代編集長
- 木原陽子（2013年4月号[2]）
- 猿谷淳（ - 2018年11月号[1]）

## 歴史
- 1980年 - 12月、『月刊セブンティーン』の特別編集（増刊）として創刊。創刊時の誌名は『Lady's Comic YOU（レディーズコミックユー）』。
- 1982年 - 月刊誌として新創刊。毎月3日発売。
- 1983年 - 姉妹誌『オフィスユー』創刊。
- 1985年 - 『オフィスユー』が月刊誌として新創刊。
- 1986年 - 5月に姉妹誌『ヤングユー』が創刊し、11月に月刊化。
- 1988年 - 姉妹誌『ミステリーYOU』『ブライダルYOU』が創刊。
- 1990年 - 姉妹誌『YOU-all』が創刊。
- 1991年 - 姉妹誌『アフター5YOU』が6月25日に創刊。『ブライダルYOU』、『YOU-all』が休刊。
- 1993年 - リニューアルし、月2回刊化。発売日は毎月1日・15日。表記は（comic for your life） YOUに。『OFFICE YOU』が隔月刊化。『ミステリーYOU』が休刊。
- 1995年 - 『アフター5YOU』が10月1日に休刊。
- 2005年 - 『ヤングユー』が休刊。連載作品は『YOU』と『コーラス』に引き継がれた。
- 2011年 - 11月15日、月2回刊から月刊誌に移行。同時に『月刊YOU』に改題[3]。
- 2018年 -  11月号（10月15日発売）を最後に休刊[1]。

## 休刊後の各連載作品の移籍先
- 『Cocohana』移籍[4]
  - 王妃マルゴ（萩尾望都）：2012年9月号 -
  - 僕のオリオン（川端志季）：2018年3月号 -
  - トラさん（板羽皆）：2014年1月号 -
- 『ザ マーガレット』移籍[4]
  - 歌うたいの黒兎（石井まゆみ）：2018年6月号 -
  - もいちどあなたに（ひうらさとる）：2018年5月号 -
  - まんまるポタジェ（あいざわ遥）：2015年2月号 -
  - 王朝モザイク（木原敏江）：2018年5月号 -
- 『Cookie』移籍[4]
  - おそ松さん（シタラマサコ）：2016年2月号 -
  - 日に流れて橋に行く（日高ショーコ）：2017年2月号 -
- 『マンガMee』移籍[4]
  - 蘭と葵（上田倫子）：2016年6月号 -
  - はるはなのみの（河井英槻）：2015年5月号 -
- 『少年ジャンプ+』移籍[4]
  - 群青にサイレン（桃栗みかん）：2015年8月号 -
- 休刊号にて完結[4]
  - ダメな私に恋してくださいR（中原アヤ）：2016年11月号 - 2018年11月号
  - 殿*姫*王子（宮川匡代）：2017年1月号 - 2018年11月号
  - 美少女戦士だった人。zero（シタラマサコ）：2017年4月号 - 2018年11月号

## 主な掲載作品
- あいざわ遥「まんまるポタジェ」
- あまねかずみ 「こちら椿産婦人科」
- アキヤマ香「アスコーマーチ!〜県立明日香工業高校行進曲〜」「僕のおとうさん」
- 秋本尚美「ぬくぬく」「まぐろと僕とコハダ＋」
- 池田ユキオ 「胡蝶伝説」
- 池田理代子 「蒼い柘榴」「秋の華」「魅女物語」
- 市川ジュン 「昭和元年のライスカレー」
- 井上洋子 「通り雨」「波紋」「夢の彷徨」「開きすぎた扉」
- 井上きみどり 「子供なんか大キライ!」
- 小田ゆうあ 「誰か彼女を止めてくれ」
- 樫みちよ 「眩暈」「優雅にして感傷的なロマンス」
- 粕谷紀子 「夫婦が指輪をはずすとき」「離婚予定日」「私はシャドウ」
- 鴨居まさね 「君の天井は僕の床」
- 川崎ひろこ 「舞姫」「夜叉」「庚申待ち」「紺青の鬼」
- きら 「シンクロオンチ!」「GENJI 源氏物語」「パティスリーMON」「僕らはみんな死んでいる♪」
- 草野誼 「かんかん橋をわたって」
- 小塚敦子 「ロータス・ガーデン」
- 酒井美羽 「ハッピートラブル・うえでぃんぐ」
- ささやななえ 「凍りついた瞳」
- 塩森恵子 「いたいけなアフロディーテ」
- シタラマサコ 「おそ松さん」「美少女戦士だった人。zero」
- 柴田あや子 「白き海の伝説」
- 島津郷子 「ナース・ステーション」
- 高橋由佳利 「トルコで私も考えた・リターンズ」
- 立原あゆみ 「夢人」
- 津雲むつみ 「恋ひ恋ひて」「蒼い家」「瑠璃色幻花」「花衣夢衣」「風の輪舞」「空と海と蜃気楼と」「暁の海を征け」「聞かせてよ愛の言葉を」
- 中原アヤ 「ダメな私に恋してください」
- 奈知未佐子 「風から聞いた話」
- のがみけい 「魔女の宴」「夜のミューズ」「月の雫」
- 萩岩睦美 「がんこちゃん」
- 萩尾望都 「王妃マルゴ」
- 深見じゅん 「ぽっかぽか」「甘い棘」「おんなの彩」「ナイトメア悪夢」「彼岸恋」
- 深谷かほる 「カンナさーん!」「ハガネの女」
- 福原ヒロ子 「裁きの家」
- 星崎真紀 「ひみつな奥さん」「新ひみつな奥さん」「ステージママの分際で!」
- 松本ぷりっつ「にじいろあっちゃん」
- 宮越和草　真実イチロ「エーヨーヒーロー」
- 桃栗みかん「群青にサイレン」
- もりたじゅん 「ニシンとシシャモ」「大借金」「マイ・プア・レディー」
- 森本梢子 「わたしがママよ」「研修医なな子」「ごくせん」「デカワンコ」「高台家の人々」
- 山下和美 「寿町美女御殿」「数寄です!」
- わたなべまさこ 「美少年」
- 二ノ宮知子「おにぎり通信 〜ダメママ日記〜」

## 映像化作品

### アニメ化
| 作品     | 放送年 | アニメーション制作 | 備考 |
| -------- | ------ | ------------------ | ---- |
| ごくせん | 2004年 | マッドハウス       |      |

### 実写化
| 作品                                        | 放送年                   | 制作                           | 備考                                                                           |
| ------------------------------------------- | ------------------------ | ------------------------------ | ------------------------------------------------------------------------------ |
| ぽっかぽか                                  | 1994年（第1期）          | TBS、キティ・フィルム          |                                                                                |
| ぽっかぽか                                  | 1995年（第2期）          | TBS、ケイファクトリー          | タイトルは「ぽっかぽか2」                                                      |
| ぽっかぽか                                  | 1996年 - 1997年（第3期） | TBS、ケイファクトリー          | タイトルは「ぽっかぽか3」                                                      |
| 風の輪舞                                    | 1995年（第1作）          | 東海テレビ放送                 | タイトルは「風のロンド」                                                       |
| 風の輪舞                                    | 2006年（第2作）          | 東海テレビ放送                 | 1995年版ドラマのリメイク。タイトルは「新・風のロンド」                         |
| 研修医なな子                                | 1997年                   | 5年D組（協力）                 |                                                                                |
| ごくせん（ドラマ）                          | 2002年（第1期）          | 日本テレビ                     |                                                                                |
| ごくせん（ドラマ）                          | 2003年（特番）           | 日本テレビ                     | 第1期の完結編で第2期の前日談も兼ねている。タイトルは「ごくせんスペシャル」     |
| ごくせん（ドラマ）                          | 2005年（第2期）          | 日本テレビ                     |                                                                                |
| ごくせん（ドラマ）                          | 2008年（第3期）          | 日本テレビ                     |                                                                                |
| ごくせん（ドラマ）                          | 2009年（特番）           | 日本テレビ                     | 第3期の続編で劇場版に内容は続いている。タイトルは「ごくせん卒業スペシャル'09」 |
| 離婚予定日                                  | 2004年                   | 中部日本放送                   | タイトルは「冗談でしょッ!離婚予定日」                                          |
| 聞かせてよ愛の言葉を                        | 2005年                   | 大映テレビ、TBS                |                                                                                |
| ひみつな奥さん                              | 2006年（特番）           | フジテレビ、シネハウス（協力） |                                                                                |
| ひみつな奥さん                              | 2007年（特番）           | フジテレビ、シネハウス（協力） |                                                                                |
| ひみつな奥さん                              | 2008年（特番）           | フジテレビ、シネハウス（協力） |                                                                                |
| 花衣夢衣                                    | 2008年                   | 東海テレビ放送、泉放送制作     |                                                                                |
| Real Clothes                                | 2008年（特番）           | 関西テレビ                     | 連続ドラマ版は特番の続編ではない。どちらもタイトルは「リアル・クローズ」       |
| Real Clothes                                | 2009年（連続ドラマ）     | 関西テレビ                     | 連続ドラマ版は特番の続編ではない。どちらもタイトルは「リアル・クローズ」       |
| ハガネの女                                  | 2010年（第1期）          | テレビ朝日                     |                                                                                |
| ハガネの女                                  | 2011年（第2期）          | テレビ朝日                     |                                                                                |
| デカワンコ                                  | 2011年                   | 日本テレビ                     |                                                                                |
| アスコーマーチ!〜県立明日香工業高校行進曲〜 | 2011年                   | テレビ朝日、MMJ                | タイトルは「アスコーマーチ〜明日香工業高校物語〜」                             |
| 私はシャドウ                                | 2011年                   | TBS                            | タイトルは「専業主婦探偵〜私はシャドウ」                                       |
| ダメな私に恋してください                    | 2016年                   | 東宝、TBS                      |                                                                                |
| カンナさーん!                               | 2017年                   | ケイファクトリー、TBS          |                                                                                |
| パティスリーMON                             | 2024年                   | テレビ東京、テレパック         |                                                                                |

| 作品                    | 配信年          | 制作       | 備考 |
| ----------------------- | --------------- | ---------- | ---- |
| 僕らはみんな死んでいる♪ | 2013年 - 2014年 | NOTTV、TBS |      |

| 作品             | 公開年 | 配給 | 備考                                                                |
| ---------------- | ------ | ---- | ------------------------------------------------------------------- |
| ごくせん（映画） | 2009年 | 東宝 | ドラマ版第3期と特番の続編で完結編。タイトルは「ごくせん THE MOVIE」 |
| 高台家の人々     | 2016年 | 東宝 |                                                                     |

## 発行部数
- 2003年9月1日 - 2004年8月31日、234,166部[5]
- 2004年9月 - 2005年8月、214,167部[5]
- 2005年9月1日 - 2006年8月31日、202,750部[5]
- 2006年9月1日 - 2007年8月31日、194,791部[5]
- 2007年10月1日 - 2008年9月30日、188,334部[5]
- 2008年10月1日 - 2009年9月30日、179,542部[5]
- 2009年10月1日 - 2010年9月30日、162,917部[5]
- 2010年10月1日 - 2011年9月30日、137,234部[5]
- 2011年10月1日 - 2012年9月30日、125,431部[5]
- 2012年10月1日 - 2013年9月30日、107,000部[5]
- 2013年10月1日 - 2014年9月30日、94,000部[5]
- 2014年10月1日 - 2015年9月30日、87,417部[5]
- 2015年10月1日 - 2016年9月30日、86,333部[5]
- 2016年10月1日 - 2017年9月30日、79,833部[5]
- 2017年10月1日 - 2017年12月31日、70,000部[6]
- 2018年1月1日 - 2018年3月31日、68,333部[6]

## 主催賞
YOU漫画大賞
年4回（2月、5月、8月、11月）応募締め切り、2ヶ月後発表。漫画部門とネーム原作作品部門があった。

## 姉妹誌・増刊
アフター5YOU
1991年6月25日創刊。1995年10月1日休刊。
オフィスユー
1985年創刊。
ブライダルYOU
1988年創刊。1991年休刊。
別冊YOU

ミステリーYOU
1988年創刊。1993年休刊。
ヤングユー
1986年創刊。2005年休刊。
YOU-all
1990年創刊。1991年休刊。
YOU&SUPER JUMP
『YOU』の創刊20周年記念企画のひとつ。誌名の通り青年誌『スーパージャンプ』との合同増刊で、雑誌コードは『スーパージャンプ』2002年9月5日増刊号。
YOUスペシャル

YOU YOUNG YOU コーラス 大増刊
『YOU』『ヤングユー』『コーラス』の3誌の名前を掲げるが、『YOU』の増刊である。3誌合同で開催している集英社女性漫画誌新人グランプリにあわせて発行されている。